# Cramérs V
Cramérs V is een door de Zweedse wiskundige en statisticus Harald Cramér ontwikkelde associatiemaat voor twee categorische variabelen, dus variabelen die slechts op nominale schaal gemeten zijn. 

## Populatie
De simultane verdeling van de beide variabelen {\displaystyle A} en {\displaystyle B} wordt gegeven door de kansen
{\displaystyle p_{ij}=P(A=A_{i},B=B_{j}),i=1,\ldots ,r;j=1,\ldots ,k}
De {\displaystyle \chi ^{2}}-grootheid die de simultane kansen vergelijkt met de kansen bij onafhankelijkheid, is:
{\displaystyle \chi _{p}^{2}=\sum _{i,j}{\frac {(p_{ij}-p_{i\cdot }p_{\cdot j})^{2}}{p_{i\cdot }p_{\cdot j}}}=\sum _{i,j}{\frac {p_{ij}^{2}}{p_{i\cdot }p_{\cdot j}}}-1}
Daarin is 
{\displaystyle p_{i\cdot }=\sum _{j}p_{ij}}
en analoog 
{\displaystyle p_{\cdot j}=\sum _{i}p_{ij}}
Bij statistische onafhankelijkheid tussen beide variabelen geldt:
{\displaystyle p_{ij}=p_{i\cdot }p_{\cdot j}};
dus:
{\displaystyle \chi _{p}^{2}=0}
Bij volledige samenhang tussen de beide variabelen zijn er evenveel rijen als kolommen ( {\displaystyle r=k}) en is (eventueel na herschikking):
{\displaystyle p_{ii}=p_{i\cdot }=p_{\cdot i}}
en 
{\displaystyle p_{ij}=0,\,i\neq j},
zodat:
{\displaystyle \chi _{p}^{2}=k-1}
Voor de populatie is Cramérs V de parameter:
{\displaystyle V_{p}={\sqrt {\frac {\chi _{p}^{2}}{\min(r-1,k-1)}}}},
met een waarde minimaal 0 bij onderlinge onafhankelijkheid en maximaal 1 bij volledige samenhang.

## Steekproef
De parameter {\displaystyle V_{p}} kan geschat worden op basis van een steekproef uit de simultane verdeling van de variabelen {\displaystyle A} en {\displaystyle B}. De steekproef is gegeven in de vorm van de kruistabel met {\displaystyle r} rijen en {\displaystyle k} kolommen en waargenomen frequenties {\displaystyle (n_{ij})} van de uitkomsten {\displaystyle (A_{i},B_{j})}. Een geschikte schatter is de steekproeffunctie, die ook aangeduid wordt als Cramérs V:
{\displaystyle V={\sqrt {\frac {\chi ^{2}/n}{\min(r-1,k-1)}}}}
Daarin is {\displaystyle \chi ^{2}} de chi-kwadraatgrootheid:
{\displaystyle \chi ^{2}=\sum _{i,j}{\frac {{\big (}n_{ij}-{\frac {n_{i\cdot }n_{\cdot j}}{n}}{\big )}^{2}}{\frac {n_{i\cdot }n_{\cdot j}}{n}}}=n\sum _{i,j}{\frac {{\big (}{\frac {n_{ij}}{n}}-{\frac {n_{i\cdot }n_{\cdot j}}{n^{2}}}{\big )}^{2}}{\frac {n_{i\cdot }n_{\cdot j}}{n^{2}}}}},
met {\displaystyle (n_{i\cdot })} en {\displaystyle (n_{\cdot j})} respectievelijk de rij- en kolomsommen en {\displaystyle n} de steekproefomvang, dus ook de totale som.
De steekproeffuncie {\displaystyle V} kan ook gebruikt worden als toetsingsgrootheid.